# Fornebu
Fornebu es una localidad y área peninsular del municipio suburbano de Bærum, Noruega, localizado al este de Oslo. 
El Aeropuerto de Oslo-Fornebu fungió como el principal aeropuerto de Oslo y del país desde antes de la Segunda Guerra Mundial hasta su cierre el 8 de octubre de 1988 con la construcción del nuevo aeropuerto en Gardermoen.
Desde el 2001, el área de Fornebu se ha desarrollado como un centro de tecnología informática y de industria de telecomunicaciones, así como desarrollos residenciales en sus cercanías.